# 리카이푸

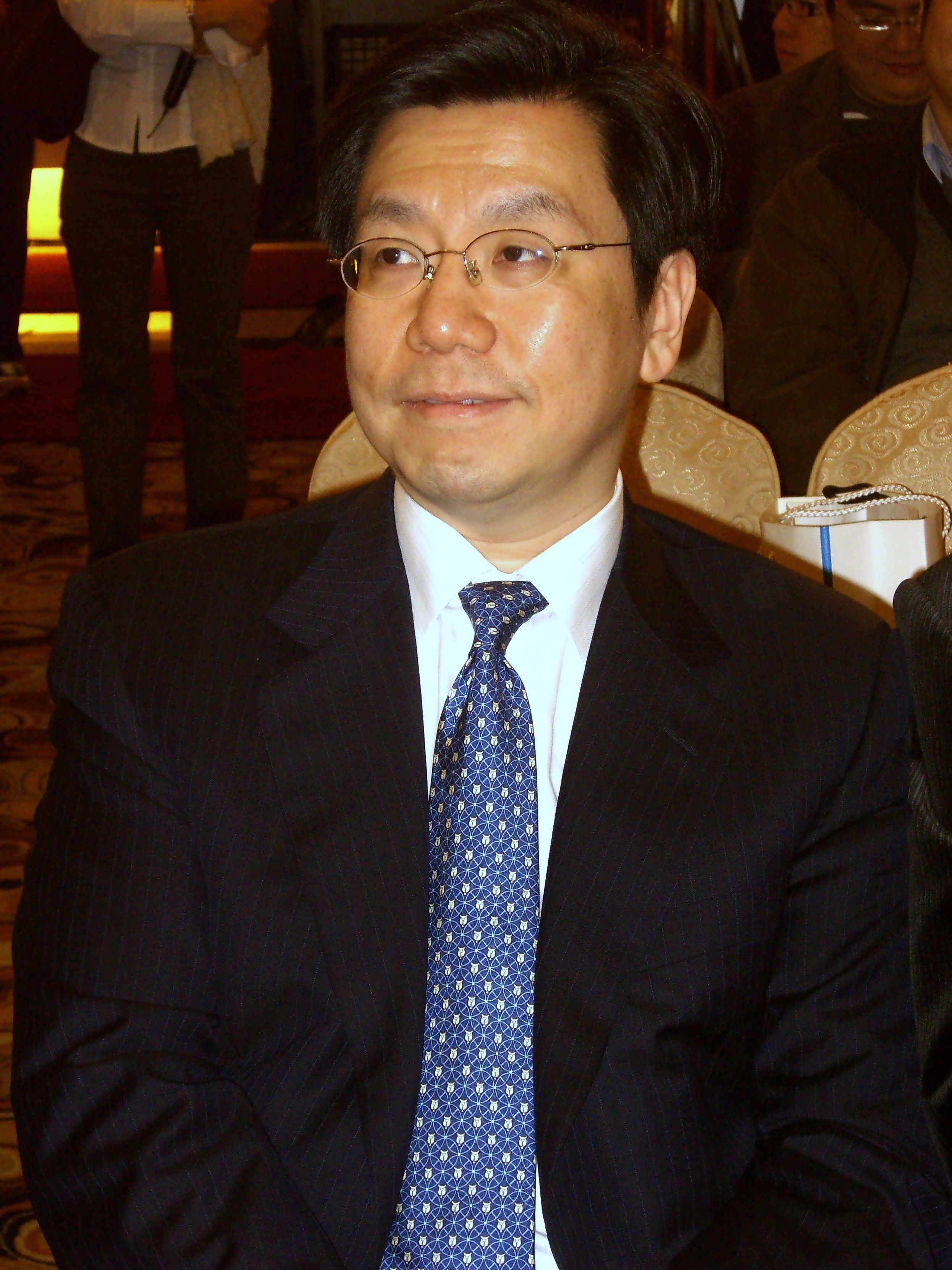
리카이푸

리카이푸(중국어: 李开复, Kai-Fu Lee 중국어: 李開復 이개부[*], 1961년 12월 3일 ~)는 중화민국 출신의 기업인이자 전산학자이다. 2005년 7월에서 2009년 9월까지 구글 차이나의 사장직을 맡았었다.
그로 인해 구글과 마이크로소프트는 1년간 법정 공방을 벌였다. 그가 2000년 마이크로소프트 미국 본사로 발령받아 컴퓨터 사용자가 마이크로소프트 제품을 더 용이하게 사용하도록 하는 데 필요한 전략을 감독하는 업무였던 마이크로소프트의 인터랙티스 서비스 부분 부사장으로 일하기 시작할 때 작성한 경쟁 금지 조항(Non-compete clause) 때문이었다.

## 출신배경
리카이푸는 중화민국 타이베이에서 리티엔민의 아들로 태어났다. 리카이푸의 아버지 리티엔민은 중국 쓰촨성 출신의 대만 의회 국민당 의원이자 정치역사학자였다.

## 경력

### 학력
1973년, 리카이푸는 미국으로 이민을 갔다. 테네시주 오크 리지에서 고등학교를 다녔다. 1983년 컬럼비아 대학교 컴퓨터 과학 학부를 최우등(summa cum laude)로 졸업하였다.
카네기 멜론 대학으로 옮겨 박사학위 과정까지를 계속하였다.

### 학술 연구
카네기 멜론 대학에서, 리카이푸는 기계 학습과 패턴 인식 분야를 연구했다. 1986년 그와 산제이 마나한(Sanjay Manahan)은 "빌(Bill)"이란 이름의 베이시안 러닝 기반 시스템을 제작하였다.  이 시스템은 1989년 미국 컴퓨터 오델로 보드 게임 대회에서 우승을 차지하였다.  보관됨 2005-10-16 - 웨이백 머신. 1988년, 그는 그의 스핑크스(Sphinx)라는 소프트웨어에 대한 박사 논문을 작성하였다. 스핑크스(Sphinx)는 최초의 라지-보커뷸러리(large-vocabulary), 화자-독립적(speaker-independent), 연속 음성 인식 시스템 (continuous speech recognition system) 이었다.
리카이푸는 음성 인식 분야에 있어서 두 권의 책을 저술하였으며 그 외에 60여 편의 논문을 발표하였다. 그의 박사 논문은 1988년 Kluwer monograph, Automatic Speech Recognition: The Development of the Sphinx Recognition System 로서 발표되었다. 카네기 멜론 대학의 연구자였던 알렉스 와이벨과 함께, 리카이푸는 Readings in Speech Recognition (1990)를 편집하였다.

### 애플, SGI, 마이크로소프트
카네기 멜론에서 조교수로 2년 일한 뒤, 1990년에 리카이푸는 애플에 입사하였다. 연구 개발 임원 자리였다. 애플에서 근무하는 기간 동안(1990년-1996년), 그는 플레인톡, 애플 뉴튼, 퀵타임, 퀵타임 VR 등을 개발한 R&D 부서의 장으로 일했다.
리카이푸는 1996년 실리콘 그래픽스 사로 옮겼다. 1년동안 VRML 부서 코스모 소프트웨어의 부서장으로 일했다.
1998년년 리카이푸는 마이크로소프트로 회사를 옮겼다. 중국 베이징으로 옮겨가 마이크로소프트 리서치 디비전을 구성하였다. 마이크로소프트 리서치 중국(MSR China)는 훗날 마이크로소프트 리서치 아시아(MSR Asia)로 성장한다. 리카이푸는 2000년 미국으로 돌아가 2005년까지 인터랙티브 서비스 부문의 부사장으로 일했다.

### 구글로 전직
2005년 7월, 리카이푸는 마이크로소프트를 떠나 구글로 옮겨갔다.
2005년 7월 19일, 마이크로소프트는 워싱턴주 주법원에 구글에 대한 송장을 냈다. 구글이 인터랙티브 부문의 부사장이었던 리카이푸로 하여금 마이크로소프트에서 1년도 못 채우게 함과 동시에 경쟁 금지 조항을 어기게 하고 구글로 스카우트해갔다는 내용이었다. 마이크로소프트는 리카이푸가 구글에서 업무를 하는 일이 발생한다면 영업 비밀의 불가피한 정보 공개가 일어날 것이라고 주장하였다. 7월 28일 워싱턴주 대법원 판사 스티븐 곤잘레스(Steven González)는 리카이푸가 마이크로소프트와 경쟁이 일어날 수 있는 구글의 프로젝트를 수행하는 것을 재판 추정 기한인 2006년 1월 9일까지 금지하도록 하는 가처분 명령을 내렸다.
9월 1일, 법정 심리 후, 곤잘레스 판사는 리카이푸가 구글에서 일하는 것을 허용한다는 결정을 내렸다. 하지만 경쟁 금지 조항이 1년 만료가 되는 2006년 7월까지, 리카이푸로 하여금 일부 기술적인 프로젝트에 종사하지 못하도록 하는 단서를 달았다. 리카이푸는 대신 구글 차이나의 인력들을 충원하고, 라이선싱 등에 대해 중국 관료들과 이야기를 할 수 있도록 허용되었다. 그러나 웹 검색이나 음성 인식 등의 기술 분야에 있어서는 업무를 하는 것이 금지되었다. 리카이푸는 또한 예산 계획 수립, 급여 조정, 연구 관리 등의 업무 등에 대해서도 2006년 7월까지 금지되었다.
2005년 12월 22일, 구글과 마이크로소프트는 5개월간 이어진 이 법정 다툼을 종결시키는 화해(settlement)에 이르렀다는 보도자료를 냈다. 화해의 내용은 비밀로 부쳐졌다.

## 직업 약력
- 회사 부사장, 자연 인터랙티브 서비스 디비전(Natural Interactive Services Division (NISD)), 마이크로소프트 코퍼레이션 2000년 - 2005년 7월
- 설립자. 마이크로소프트 리서치 아시아, 차이나, 1998년-2000년
- 사장, 코스모 소프트웨어(Cosmo Software)
- 사장, 멀티미디어 소프트웨어 비즈니스 유닛, 실리콘 그래픽스 Inc. (SGI)
- 부사장 & 제너럴 매니저, 웹 제품, 실리콘 그래픽스 Inc. (SGI)
- 부사장, 이터랙티브 미디어 그룹, 애플, 1990년-1996년
- 조교수, 카네기 멜론 대학

## 학력
- 박사. 컴퓨터 과학 전공, 카네기 멜론 대학, 1988년.
- 학사. 컴퓨터 과학 전공, 컬럼비아 대학, 1983년.

## 회원
- IEEE 펠로우 (2002년 입회)
- 100인 위원회 (미국) 멤버

### 구글에 대한 마이크로소프트의 소송
- CNET News.com: Microsoft sues over Google hire (July 19, 2005)
- CNET News.com: Who in the world is Kai-Fu Lee? (August 2, 2005)
- New York Times: Google Official Says Frustration Drove Him From Microsoft (September 9, 2005)
- Seattle Times: Judge rules former Microsoft executive Lee can recruit for Google[깨진 링크(과거 내용 찾기)] (September 13, 2005) - contains archives of documents from ruling
- CNET News.com: Microsoft settles with Google over executive hire (December 22, 2005)